# ITTF Merit Award
Der ITTF Merit Award ist eine Auszeichnung, die der Tischtennisweltverband ITTF an solche Personen vergibt, die nicht direkt für den ITTF arbeiten,  die sich jedoch innerhalb ihres Nationalverbandes für den Tischtennissport große Verdienste erworben haben.
Für die Vergabe des ITTF Merit Award sind keine festen Kriterien aufgeschrieben. Hat sich jemand um den Tischtennissport verdient gemacht, dann kann der zugehörige Nationalverband diese Person beim ITTF mit einer geeigneten Begründung für die Verleihung des Awards vorschlagen. Dieser Vorschlag wird dann vom Annual General Meeting (Exekutivkomitee), welches bei der nächsten Weltmeisterschaft stattfindet, beraten und entschieden. Der Geehrte erhält eine Medaille.
Der ITTF Merit Award war eine Idee des ehemaligen ITTF-Präsidenten Ichirō Ogimura. Erstmals wurde der Award 1989 vergeben, zu den ersten Geehrten gehörten der Engländer Bill Vint und Rudi Gruber aus Deutschland, der Präsident des Bayerischen sowie des Süddeutschen Verbands und Sportwart des Deutschen Tischtennis-Bundes DTTB war.

## Alternativen
Personen, die direkt für den ITTF arbeiteten, kann der ITTF auf folgende Arten ehren:
- Ehrenpräsident
- Mitglied im persönlichen Beraterstab des Präsidenten
- Ehrenmitglied

Besonders erfolgreiche Aktive können in die Hall of Fame aufgenommen werden.

## Die Inhaber des Merit Award
| Jahr | Preisträger                    | TT-Verband               |
| ---- | ------------------------------ | ------------------------ |
| 1989 | Bill Vint                      | England                  |
| 1989 | Rudolf Gruber                  | Deutschland              |
| 1989 | Werner Lüderitz                | DDR                      |
| 1989 | Keith Bowler                   | Australien               |
| 1989 | Margaret Walden                | Kanada                   |
| 1989 | Chen Xian                      | China                    |
| 1989 | Song Zhong                     | China                    |
| 1989 | Zhang Junhan                   | China                    |
| 1989 | Ernest Demetrovic              | Tschechoslowakei         |
| 1989 | Pavol Hajek                    | Tschechoslowakei         |
| 1989 | Frantisek Hanek Pivec          | Tschechoslowakei         |
| 1989 | Felix Przybylski               | Polen                    |
| 1989 | Jerzy Dachowski                | Polen                    |
| 1989 | Ron Crayden                    | England                  |
| 1989 | Jean Mercier                   | Frankreich               |
| 1989 | Žarko Dolinar                  | Jugoslawien              |
| 1989 | Slobodan Jeremic               | Jugoslawien              |
| 1989 | Mihovil Kapetanic              | Jugoslawien              |
| 1989 | Borivoje Popovic               | Jugoslawien              |
| 1989 | Mario de Costa Patricio        | Portugal                 |
| 1989 | Jürg Vonaesch                  | Schweiz                  |
| 1989 | Werner Schnyder                | Schweiz                  |
| 1989 | Hugo Urchetti                  | Schweiz                  |
| 1989 | Steve Boros                    | Ungarn                   |
| 1989 | Tibor Horvath                  | Ungarn                   |
| 1989 | György Lakatos                 | Ungarn                   |
| 1989 | Ali Abali                      | Türkei                   |
| 1989 | Danyal Ciper                   | Türkei                   |
| 1989 | Joe Veselsky                   | Irland                   |
| 1989 | Sheikh Abdul-Rahman Bin Rashid | Bahrain                  |
| 1989 | Spiro Abourjaily               | Libanon                  |
| 1989 | Amin Abou Heif                 | Ägypten                  |
| 1989 | Chérif Hajem                   | Tunesien                 |
| 1989 | Gilson de Magalhaes Boscoli    | Brasilien                |
| 1989 | Vittorio Zecchi                | Uruguay                  |
| 1989 | Ken Wilkinson                  | Neuseeland               |
| 1989 | Chun Wing Kwong                | Hongkong                 |
| 1989 | Yue Yun-Hing                   | Hongkong                 |
| 1991 | Georges Roland                 | Belgien                  |
| 1991 | Ladislav Štípek                | Spanien                  |
| 1991 | Hisao Kido                     | Japan                    |
| 1991 | Hajime Takagi                  | Japan                    |
| 1991 | Yasuomi Miyamoto               | Japan                    |
| 1991 | Hiroshi Yaoita                 | Japan                    |
| 1991 | James McClure                  | USA                      |
| 1991 | Sol Schiff                     | USA                      |
| 1991 | Leonid Makarov                 | Russland                 |
| 1991 | Helios Farrell                 | Mexiko                   |
| 1991 | Soliman Al-Jabhan              | Saudi-Arabien            |
| 1993 | Diane Schöler                  | Deutschland              |
| 1993 | Vlasta Depetrisová             | Tschechoslowakei         |
| 1993 | Marie Kettnerová               | Tschechoslowakei         |
| 1993 | Stanislav Kolář                | Tschechoslowakei         |
| 1993 | Farkas Paneth                  | Rumänien                 |
| 1993 | Henk Van Dilst                 | Niederlande              |
| 1993 | Bas den Breejen                | Niederlande              |
| 1993 | Ferenc Sidó                    | Ungarn                   |
| 1993 | B. Denis George                | Schottland               |
| 1993 | Chandra Madosingh              | Kanada                   |
| 1993 | Ismat El Kurdi                 | Jordanien                |
| 1993 | Fayez Yousef Nowar             | Jordanien                |
| 1993 | Fawzi Yousef Diya              | Jordanien                |
| 1993 | Michel Sbat                    | Libanon                  |
| 1993 | Horace Mallet                  | Guernsey                 |
| 1995 | Odd Gustavsen                  | Norwegen                 |
| 1995 | Ben Dawson                     | Schottland               |
| 1995 | E.T. Nakhla                    | Ägypten                  |
| 1995 | Neil Harwood                   | Australien               |
| 1995 | Radivoj Hudetz                 | Kroatien                 |
| 1995 | Zdenko Uzorinac                | Kroatien                 |
| 1995 | Patrick Chu                    | Ghana                    |
| 1995 | Tim Boggan                     | USA                      |
| 1996 | Liang Zhuohui                  | China                    |
| 1996 | Qiu Zhonghui                   | China                    |
| 1996 | Wang Chuanyao                  | China                    |
| 1997 | José Manuel Antunes Amaro      | Portugal                 |
| 1997 | Jane Pinto                     | Kenia                    |
| 1997 | Fouad Nicolas Habib            | Libanon                  |
| 1997 | Carlos Taranto                 | Uruguay                  |
| 1999 | Franklin Mathilda              | Niederländische Antillen |
| 1999 | Edith Santifaller              | Italien                  |
| 1999 | Alan Ransome                   | England                  |
| 1999 | Johnny Leach                   | England                  |
| 2000 | Colin Clemett                  | England                  |
| 2001 | Dusan Osmanagic                | Jugoslawien              |
| 2001 | Nikola Uveric                  | Jugoslawien              |
| 2001 | Hu Bingquan                    | China                    |
| 2001 | Liang Youneng                  | China                    |
| 2001 | Xu Shaofa                      | China                    |
| 2001 | George Michel Hani             | Libanon                  |
| 2002 | Wang Dayong                    | China                    |
| 2003 | Ivam Passos Vinhas             | Brasilien                |
| 2003 | Henrik Pedersen                | Dänemark                 |
| 2003 | Claude Bergeret                | Frankreich               |
| 2003 | M.C. Chowhan                   | Indien                   |
| 2005 | Yuri Posevin                   | Russland                 |
| 2007 | Hans-Jürgen Haase              | Deutschland              |
| 2007 | Zhang Xielin                   | China                    |
| 2008 | Sun Qilin                      | China                    |
| 2009 | Yao Zhenxu                     | China                    |
| 2009 | Geoffrey Reed                  | Jersey                   |
| 2009 | Berthe Bakhary                 | Jersey                   |
| 2011 | Cor du Buy                     | Niederlande              |
| 2013 | Richard Yule                   | England                  |
| ???? | Cheng Jiayan                   | China                    |
| ???? | Wu Huanqun                     | China                    |
| ???? | Zhang Jiafu                    | China                    |
| ???? | Renato de Aguero Fernandez     | Kuba                     |
| ???? | J. Rufford Harrison            | USA                      |
| ???? | Roy Evans                      | Wales                    |